# Schoenus grandiflorus
Schoenus grandiflorus là loài thực vật có hoa trong họ Cói. Loài này được (Nees) F.Muell. miêu tả khoa học đầu tiên năm 1875.